# Anthony Lawrence
Pour les articles homonymes, voir Lawrence.
Anthony John Lawrence, né le 12 août 1912 à Wimbledon et mort le 24 septembre 2013 à Hong Kong (à 101 ans), est un journaliste britannique, qui fut le correspondant en chef de la BBC en Extrême-Orient durant la Guerre du Vietnam.

## Biographie

### Les débuts
Natif du quartier londonien de Wimbledon, il est le quatrième d'une fratrie de cinq enfants. Il effectue une partie de sa scolarité à King's College School. Sa vocation journalistique lui est inspirée par les exemples de son grand-père et de son oncle, qui ont tous deux travaillé dans la presse écrite. Au terme de son cursus à l'école secondaire, il écrit pour des hebdomadaires londoniens.
Quand éclate la Seconde Guerre mondiale, il sert dans l'armée de terre britannique au sein de la Royal Artillery, où il atteint le grade de capitaine.

### Carrière journalistique (1956-1973)
Son oncle, Arthur Lawrence, fut journaliste et correspondant diplomatique pour le Daily Mail. Anthony voit le début de sa carrière journalistique interrompue par la guerre et la reprend à partir de 1945, année où il intègre la BBC World Service, diffuseur de programmes radiophoniques à travers le monde. Il est envoyé à Singapour en 1956 en tant que correspondant pour la BBC en Extrême-Orient, avant de gagner Hong Kong, qui est encore à cette époque une colonie britannique, deux ans plus tard, en 1958. Il est impliqué dans la réalisation de deux documentaires, Born Chinese and From Our Correspondent.
Anthony Lawrence travaille pour la BBC de 1956 à 1973 à temps plein, alors que le conflit vietnamien secoue l'Asie du Sud-Est. Par la suite, il apporte une contribution occasionnelle, notamment lors de la cérémonie aboutissant à la rétrocession de Hong Kong à la Chine en 1997.

### Fin de carrière
Alors qu'il ralentit son activité de journaliste pour la BBC, Anthony veut se consacrer à l'écriture de livres, dont le premier s'intitule  Foreign Correspondent, œuvre autobiographique publiée en 1972. D'autres ouvrages suivent, comme The Love of China (1980) ou The Fragrant Chinese (1993).
Il est fait Membre de l'Ordre de l'Empire britannique (OBE) en 2013 pour avoir, entre autres, supporté la tenue de programmes éducatifs destinés aux enfants vietnamiens réfugiés à Hong Kong.
Il fut marié deux fois. Sa première femme, Sylvia, décède lors de la Seconde Guerre mondiale. Il se remarie avec Irmgard Noll, de nationalité allemande, en 1946. De leur union, naît un fils, Alex, qui accompagne sa famille à Singapour, mais qui est envoyé suivre des études en Angleterre lors du déménagement de ses parents à Hong Kong.
Anthony Lawrence décède à Singapour le 24 septembre 2013, à l'âge de 101 ans.

## Livres
- Foreign Correspondent, autobiographie publiée par George Allen & Unwin, 1972,  (ISBN 0-04-915022-7)
- China: in Farbe, Sudwest, 1980,  (ISBN 3-517-00731-5)
- The Love of China, Crown, 1980,  (ISBN 0-517-28796-X)
- China: the long march, publié per Knapp, 1986,  (ISBN 0-7924-4141-9) (avec Brian Brake)
- The Fragrant Chinese, publié par The Chinese University Press, 1993,  (ISBN 962-201-572-7).